# Wasilij Aleksiejew
Wasilij Iwanowicz Aleksiejew (ros. Василий Иванович Алексеев; ur. 7 stycznia 1942 w Pokrowo-Szyszkino, zm. 25 listopada 2011 w Monachium) – radziecki sztangista, dwukrotny złoty medalista olimpijski i wielokrotny mistrz świata.

## Kariera
Startował w kategorii superciężkiej (powyżej 110 kilogramów). Stosunkowo późno, zbliżając się do trzydziestki, zaczął odnosić międzynarodowe sukcesy, jednak w pierwszej połowie lat 70. zdominował swoją kategorię. Seryjnie zdobywał tytuły mistrza świata (od 1970 do 1977), wywalczył dwa złote medale olimpijskie. Wielokrotnie bił rekordy świata, jako pierwszy człowiek w trójboju (wyciskanie, rwanie, podrzut) przekroczył granicę 600 kilogramów. Rekordy bił także w dwuboju i poszczególnych bojach, łącznie gromadząc ich na swoim koncie 80.
Jako trener znajdował się w ekipie na Igrzyskach Olimpijskich w 1992.
We wrześniu 1978 wzbudził ogólne zainteresowanie występując w meczu sparingowym piłki nożnej w kurorcie Eupatoria zagrał w barwach Spartaka Moskwa i strzelił gola (ważył wówczas 133 kg), a kilka dni później zagrał na pozycji bramkarza.
Został odznaczony m.in. Orderem Lenina, Orderem Czerwonego Sztandaru Pracy i Orderem Przyjaźni Narodów.

## Starty olimpijskie
- Monachium 1972 – kategoria superciężka – złoto
- Montreal 1976 – kategoria superciężka – złoto

## Mistrzostwa świata
- Lima 1971 – kategoria superciężka – złoto
- Monachium 1972 – kategoria superciężka – złoto[a]
- Lima 1973 – kategoria superciężka – złoto
- Manila 1974 – kategoria superciężka – złoto
- Hawana 1975 – kategoria superciężka – złoto
- Montreal 1976 – kategoria superciężka – złoto[a]
- Stuttgart 1977 – kategoria superciężka – złoto